# Barbara Marx Hubbard
Barbara Marx Hubbard (New York, 22 december 1929 – Loveland (Colorado), 10 april 2019) was een Amerikaans futuroloog, auteur en spreker. Zij introduceerde de begrippen 'synergy engine' en 'de geboorte van de mensheid'.

## Jeugd en opleiding
Haar vader, een Joods agnosticus, was speelgoedmaker Louis Marx. In haar jeugd ging ze naar de Daltonschool in New York. Zij studeerde een jaar aan de École des Sciences Politiques aan de Sorbonne in Parijs, en behaalde in 1951 een B.A. cum laude in politicologie aan het Bryn Mawr College.

## Carrière
Als schrijver, spreker en medeoprichter en president van de Foundation for Conscious Evolution, stelt Marx Hubbard dat de mensheid meer dan voorheen op de drempel staat van een kwantumsprong. Als we in staat zijn nieuwe wetenschappelijke, sociale en geestelijke vermogens te integreren, kunnen we onszelf transformeren en de huidige mondiale crises overwinnen in een prachtige toekomst die recht doet aan onze enorme nieuwe mogelijkheden.
Zij is het onderwerp van een biografie van auteur Neale Donald Walsch, The Mother of Invention: The Legacy of Barbara Marx Hubbard and the Future of "YOU." In 1984 nomineerde de Democratische Partij haar voor het vicepresidentschap van de Verenigde Staten.
Ze overleed op 89-jarige leeftijd na een knie-operatie.

### Engelse boeken
- The Hunger of Eve: One Woman's Odyssey Toward the Future. Island Pacific Northwest, 1989. ISBN 0-942133-00-5
- The Evolutionary Journey: A Personal Guide to a Positive Future (with Barry Weins and Wabun Wind.) Evolutionary Press, 1993. ISBN 0-943408-01-6
- The Revelation: Our Crisis is a Birth (The Book of Co-Creation). Foundation for Conscious Evolution, 1993. ISBN 0-9631032-0-2
- The Revelation: A Message of Hope for the New Millennium. Nataraj Publishing, 1995 (2e druk) ISBN 1-882591-21-6
  - Uittreksels herdrukt met toestemming van Hay House in de Monthly Aspectarian, online beschikbaar: Deel I, augustus 1996 en Deel II, september 1996
- Conscious Evolution: Awakening the Power of Our Social Potential. New World Library, 1998. ISBN 1-57731-016-0
- Emergence: The Shift from Ego to Essence. Hampton Roads Publishing Company, 2001. ISBN 1-57174-204-2
- Birth 2012 & Beyond: Humanity's Great Shift to the Age of Conscious Evolution. Shift Books, 2012. ISBN 978-0984840700
- Conscious Evolution: Awakening the Power of Our Social Potential. Revised Edition. New World Library, 2015. ISBN 978-1-60868-117-4

### Nederlandse vertalingen
- Bewuste evolutie, Symbolon, 2004. ISBN 9074899617
- Van ego naar essentie, tien stappen naar de universele mens. AnkhHermes, 2005. ISBN 9020283758

### Artikelen en interviews
- met Jeffrey Mishlove in Thinking Allowed, Conversations On the Leading Edge of Knowledge and Discovery "The Planetary Birth Part I: What Is the Meaning of Our Power?"
- met Dennis Hughes in "Share Guide: The Holistic Health Magazine and Resource Directory"
- Evolution by choice, not chance
- met Diane M. Cooper in The Spirit of Ma'at, Volume 1 No. 5 "The Futurists Creating Peace"
- met Judy Williams in PlanetLightworker.com Evolutionary Party Line
- met Elizabeth Debold in A Fusion of Genius
- met Duncan Campbell in Living Dialogues - Evolutionary Citizen Solutions in a New Energy World

## Multimedia
- Dvd Humanity Ascending; Our story (2007)
- Dvd Visions of a Universal Humanity (2010)